# Brad Wanamaker
Bradley Daniel Wanamaker (Pensilvânia, 25 de julho de 1989) é um americano jogador profissional de basquete que joga no Charlotte Hornets da National Basketball Association (NBA).
Ele jogou basquete universitário na Universidade de Pittsburgh.

## Carreira no ensino médio
Nascido na Filadélfia, Wanamaker foi para a Roman Catholic High School em sua cidade natal, onde jogou basquete no ensino médio. Ele foi nomeado o jogador do ano pelo Philadelphia Daily News como aluno do ensino médio.

## Carreira universitária
Wanamaker passou a jogar basquete universitário na Universidade de Pittsburgh, onde jogou com sob o comando do treinador Jamie Dixon. 
Em seus quatro anos em Pitt, Wanamaker marcou 1.090 pontos. Em seu último ano, foi nomeado como menção honrosa para a equipe All-American da NCAA pela Associated Press.

## Carreira profissional

### Europa
Depois de não ter sido draftado no Draft da NBA de 2011, Wanamaker passou a temporada de 2011-12 entre dois clubes italianos (Banca Teramo Basket e Fulgor Libertas Forli), antes de retornar aos Estados Unidos para se juntar ao Austin Toros. Ele se juntou ao Toros bem a tempo de ajudar a equipe a conquistar o título da G League em 2012.
Para a temporada de 2012-2013, Wanamaker mudou-se para França para jogar no CSP Limoges da LNB Pro A, ele obteve médias de 9,0 pontos e 3,4 rebotes por jogo. Na temporada seguinte, ele voltou para a Itália e assinou com Giorgio Tesi Pistoia da Lega Basket Serie A.
Em 2 de julho de 2014, Wanamaker assinou com Brose Baskets da Liga Alemã de Basquetebol. Com Bamberg, ele ganhou a Bundesliga 2014-15 e também foi nomeado MVP das Finais. Em 23 de junho de 2015, Wanamaker re-assinou com o Brose Baskets por mais uma temporada. Na temporada 2015-16, Brose jogou na EuroLeague e teve uma temporada sólida, na qual a equipe chegou ao Top 16. No campeonato alemão, Wanamaker foi eleito o Melhor Jogador, depois de liderar a equipe ao bi-campeonato.
Em 23 de junho de 2016, Wanamaker assinou um contrato de dois anos com o clube turco Darüşşafaka SK.
Em 7 de setembro de 2017, Wanamaker assinou um contrato de um ano com o campeão da EuroLeague 2017, o Fenerbahçe Doğus. Na EuroLeague 2017-18, o Fenerbahçe chegou à Final Four, sua quarta aparição consecutiva. Eventualmente, eles perderam por 85-80 para o Real Madrid no último jogo. Em 36 jogos na EuroLeague, ele teve uma média de 11,3 pontos, 2,7 rebotes e 3,8 assistências por jogo.

### NBA
Em 2 de julho de 2018, Wanamaker assinou um contrato de um ano com o Boston Celtics. Wanamaker fez sua estreia na NBA em 16 de outubro, registrando 2 pontos e 1 rebote em uma vitória por 105-87 sobre o Philadelphia 76ers. Em 17 de julho de 2019, o Boston Celtics anunciou que havia renovado o contrato de Wanamaker.
Em 24 de novembro de 2020, Wanamaker assinou com o Golden State Warriors em um contrato de 1 ano e $2 milhões. Em 25 de março de 2021, Wanamaker foi negociado com o Charlotte Hornets em troca de uma escolha de segunda rodada em 2022.

## Estatísticas da carreira

### NBA
| Ano      | Equipe       | PJ  | PT | MPJ  | AP   | 3P   | LL   | RT  | AS  | BR  | TO  | PPJ |
| -------- | ------------ | --- | -- | ---- | ---- | ---- | ---- | --- | --- | --- | --- | --- |
| 2018–19  | Boston       | 36  | 0  | 9.5  | .476 | .410 | .857 | 1.1 | 1.6 | 0.3 | 0.1 | 3.9 |
| 2019–20  | Boston       | 71  | 1  | 19.3 | .448 | .363 | .926 | 2.0 | 2.5 | .9  | .2  | 6.9 |
| 2020–21  | Golden State | 39  | 0  | 16.0 | .353 | .213 | .893 | 1.7 | 2.5 | .7  | .2  | 4.7 |
| Carreira | Carreira     | 146 | 1  | 14.9 | .425 | .328 | .892 | 1.5 | 2.1 | 0.6 | 0.1 | 5.1 |

### Euroleague
| Ano      | Equipe        | PJ | PT | MPJ  | AP   | 3P   | LL   | RT  | AS  | BR  | TO  | PPJ  |
| -------- | ------------- | -- | -- | ---- | ---- | ---- | ---- | --- | --- | --- | --- | ---- |
| 2015–16  | Brose Bamberg | 24 | 24 | 28.8 | .443 | .364 | .775 | 4.1 | 4.0 | 1.3 | .1  | 12.2 |
| 2016–17  | Darüşşafaka   | 34 | 33 | 33.5 | .448 | .386 | .864 | 3.1 | 4.6 | 1.5 | .9  | 16.7 |
| 2017–18  | Fenerbahçe    | 36 | 25 | 26.1 | .410 | .333 | .855 | 2.7 | 3.8 | 1.3 | .1  | 11.3 |
| Carreira | Carreira      | 94 | 82 | 29.4 | .433 | .361 | .831 | 3.2 | 4.1 | 1.3 | 0.3 | 13.4 |